# John Rahm
John Butler Rahm (Richmond, 8 gennaio 1854 – Omaha, 28 luglio 1935) è stato un golfista statunitense.

## Carriera
Rahm partecipò ai Giochi olimpici di Saint Louis 1904, dove vinse una medaglia di bronzo nel torneo a squadre. Nella stessa Olimpiade, prese parte al torneo individuale, in cui giunse trentanovesimo.

## Palmarès
In carriera ha conseguito i seguenti risultati:
- Giochi olimpici

St. Louis 1904: una medaglia di bronzo nel torneo a squadre.